# Saint-Étienne-d'Orthe
Saint-Étienne-d'Orthe är en kommun i departementet Landes i regionen Nouvelle-Aquitaine i sydvästra Frankrike. Kommunen ligger i kantonen Peyrehorade som tillhör arrondissementet Dax. År 2022 hade Saint-Étienne-d'Orthe 732 invånare.

## Befolkningsutveckling
Antalet invånare i kommunen Saint-Étienne-d'Orthe
Referens:INSEE